# Wout Poels

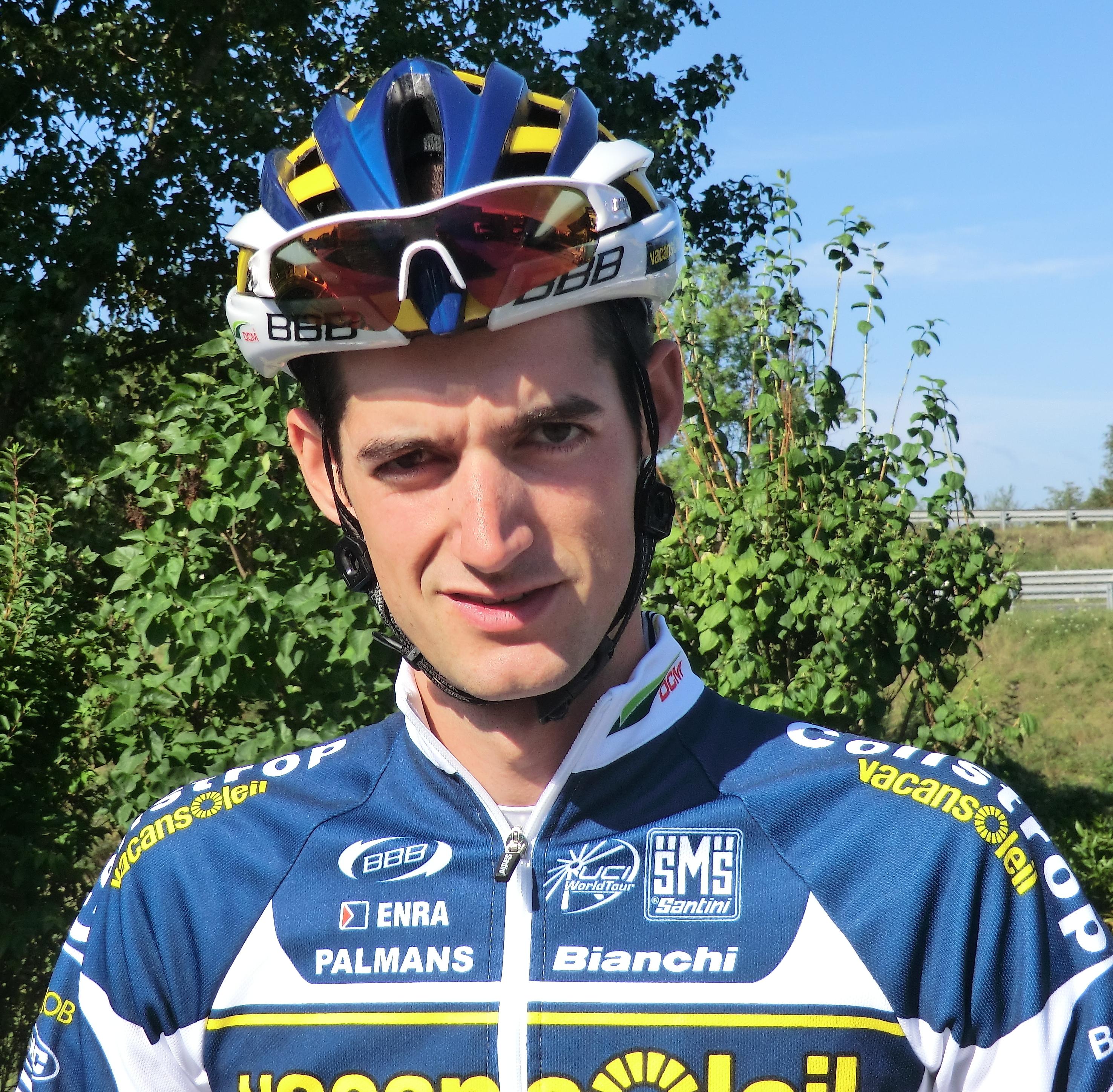
Poels tijdens de Ronde van de Ain 2013

Wouter Lambertus Martinus Henricus (Wout) Poels (Venray, 1 oktober 1987) is een Nederlands wielrenner die anno 2025 rijdt voor XDS Astana Team.

## Carrière

### 2008-2009
In 2006, 2007 en 2008 kwam Poels uit voor P3 Transfer-Batavus, samen met zijn vier jaar oudere broer Norbert. Bij aanvang van het seizoen 2009 werd hij full-prof bij Vacansoleil, de opvolger van het P3 Transfer-Batavus-team. Op dat moment was hij de jongste Nederlandse wielerprof en stond hij bekend als een van de grootste klimtalenten van Nederland. In de Ronde van Murcia van 2009 won hij de Marco Pantani-trofee omdat hij als eerste renner de top van de hoogste berg in die wedstrijd bereikte. Bovendien eindigde hij als tweede in het bergklassement.

### 2010
Tijdens de slottijdrit van de Ronde van Zwitserland in 2010 verbaasde Poels door negende te worden. In de Ronde van de Ain deed hij het ook uitzonderlijk goed: hij pakte daar namelijk de winst in de vierde etappe door te winnen van onder andere David Moncoutié en Haimar Zubeldia. Hij werd in diezelfde ronde ook tweede in het algemeen klassement in dezelfde tijd als winnaar Zubeldia. In de Ronde van Groot-Brittannië won Poels op 14 september 2010 de vierde etappe.

### 2011
In 2011 startte Poels voor het eerst in de Ronde van Frankrijk. Deze ronde kon hij door ziekte echter niet uitrijden. In de Ronde van Spanje van dat jaar wist hij zijn klimtalent te bevestigen met een etappewinst op nota bene een van de zwaarste beklimmingen in het wielrennen: de Angliru. In 2019 werd Juan José Cobo geschrapt als winnaar van deze etappe en eindzege waardoor de etappewinst uiteindelijk naar Poels ging.
In de laatste week van de Vuelta verloor Poels nog wel wat tijd op de favorieten, waardoor hij de ronde besloot als zeventiende in het algemeen klassement.

### 2012
In het daaropvolgende jaar, 2012, reed Poels een sterke Tirreno-Adriatico. Hij eindigde als achtste in het algemeen klassement en won het jongerenklassement. In de Ronde van Frankrijk moest hij weer in de eerste week opgeven, ditmaal na een massale valpartij in de zesde etappe, waarbij hij een gescheurde nier en milt, gekneusde longen en drie gebroken ribben opliep. Ondanks deze zware kwetsuren wist Poels nog tien kilometer verder te fietsen voordat hij na aandringen van zijn ploegleider opgaf. Documentairemaker Marijn Poels maakte de film "Retour" over het revalidatieproces van de renner.

### 2014
Doordat zijn werkgever Vacansoleil-DCM eind 2013 zonder sponsor zat, besloot Wout Poels over te stappen naar het Belgische Omega Pharma-Quick-Step. Hij liet in 2014 direct van zich horen en won de koninginnenrit in de Ronde van het Baskenland. Op de slotklim ging hij er alleen vandoor en hij behield zijn voorsprong. Poels nam ook deel aan de Giro, met als doel kopman Rigoberto Urán bij te staan. Zelf stond hij lang in de top-10, maar in de rit over de beruchte Gavia en Stelvio verloor hij bijna drie kwartier. Poels werd uiteindelijk eenentwintigste, Uràn werd tweede. Later dat jaar reed hij de Vuelta a España. Hij zat 2 keer in belangrijke ontsnappingen, maar kon die niet omzetten in een ritzege. Eind 2014 maakte hij bekend met ingang van 2015 voor Team Sky te gaan rijden.

### 2015
In het voorjaar won hij de vierde etappe van de Tirreno-Adriatico. Hij plaatste vlak voor de top van de laatste klim een aanval en behield zijn voorsprong. Verder had Poels een groot aandeel in de eindzeges van Chris Froome in de Dauphiné en de Tour. In het najaar behaalde Poels een ritzege in de koninginnenrit van de Ronde van Groot-Brittannië, waar hij tevens tweede werd in het eindklassement. Daarnaast was hij dicht bij de rit- en eindzege in de Abu Dhabi Tour, ware het niet dat Poels onderuit ging in de laatste bocht van de koninginnenrit.

### 2016
Poels begon 2016 sterk met winst van de tijdrit in de Ronde van Valencia. Later won hij ook de koninginnenrit, waardoor hij tevens het eindklassement naar zich toe trok. Hij trok zijn goede vorm van het voorjaar door in de Ronde van Catalonië waar hij als overblijver van een vroege ontsnapping de vijfde etappe wist te winnen. Op 24 april won hij Luik-Bastenaken-Luik, de grootste zege in zijn carrière.
In augustus nam Poels deel aan de wegwedstrijd op de Olympische Spelen in Rio de Janeiro, maar reed deze niet uit vanwege een val. Aanvankelijk zou hij vier dagen later de tijdrit rijden, maar vanwege de val in de wegrit ging dat niet door.

### Periode Team Sky/INEOS (2015-2019)

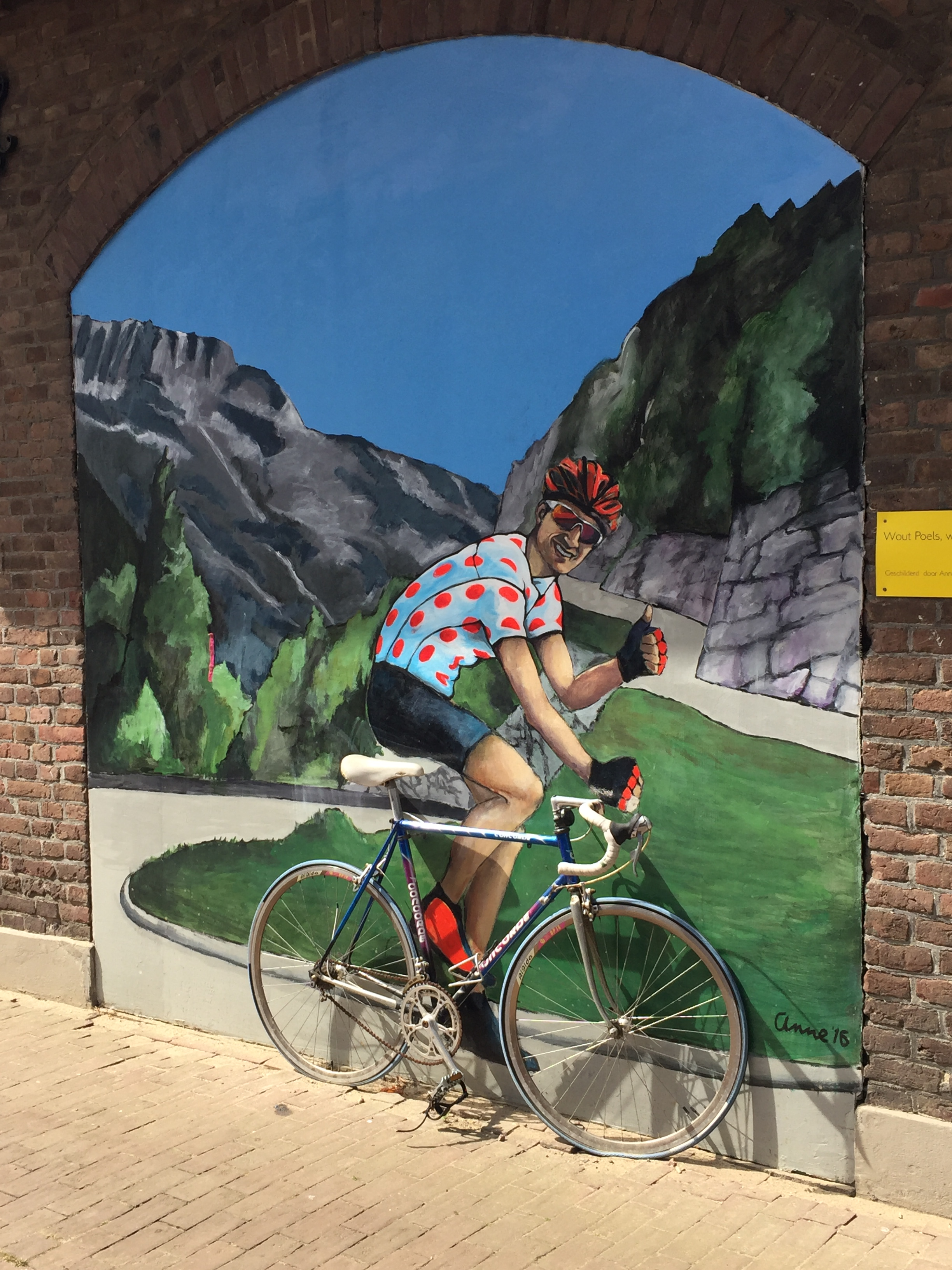
Muurschildering met fiets door Anne Baeyen, in Blitterswijck (2021)

Gedurende de vijf jaren dat Poels bij Team Sky/INEOS onder contract stond, was hij, naast 13 individuele overwinningen, met name op sleutelmomenten bepalend voor het succes van de ploeg bij overwinningen in de grote rondes. Van de 7 'Grand Tours' die Poels reed wist hij er met zijn ploeg maar liefst 6 te winnen. Viermaal tijdens de Tour de France (Froome (2x), Thomas, Bernal), eenmaal tijdens de Ronde van Italië en de Ronde van Spanje (beide Froome). Voorts bezorgde Poels Team Sky hoogstpersoonlijk haar eerste "Monument" door in de wielerklassieker Luik-Bastenaken-Luik (2016) als eerste over de meet te komen.

### 2020
In 2020 stapte Poels over naar Team Bahrain McLaren. Hij werd dat jaar onder meer 6e in de Ronde van Spanje.

### 2021
In 2021 was Poels vooral actief in verschillende kleinere en grote rondes. Zo reed hij achter elkaar de Ronde van Frankrijk en de Ronde van Spanje. Beide wedstrijden reed hij uit. Alle andere wedstrijden waarin hij dit jaar deelnam reed hij ook uit, waaronder de Amstel Gold Race en Luik-Bastenaken-Luik.

### 2022
In het begin van dit seizoen wist Poels de Ruta del Sol te winnen. Dit deed hij met 14 seconden verschil op de nummer twee, Cristian Rodríguez. Tevens won hij de vierde etappe. Verder dit jaar reed hij onder andere de Ronde van Italië, waar hij meermaals mee zat in de vroege vlucht. De andere grote ronde die hij reed was de Ronde van Spanje, deze reed hij echter niet uit. Bij het wereldkampioenschap wielrennen eindigde hij als 81e.

### 2023
In 2023 kwam Poels als eerste over de streep in de 15de etappe van de Ronde van Frankrijk van Les Gets naar Saint-Gervais Mont Blanc Le Bettex. Dit was zijn tweede maar eerste "échte" etappezege in een Grote ronde nadat in 2019 de winst van de 15e etappe in de Vuelta van 2011 met terugwerkende kracht alsnog aan Wout Poels werd toegekend. Een geëmotioneerde Poels droeg zijn zege op de Mont Blanc op aan zijn op 16 juni 2023 in de Ronde van Zwitserland overleden Zwitserse ploegmaat Gino Mäder. Op 16 september 2023 won Wout Poels nipt de voorlaatste (20e etappe) van de Ronde van Spanje, van Manzanares el Real naar Guadarrama in een kopgroepje van onder andere Remco Evenepoel.

### 2025
Voor het seizoen 2025 stapte Poels over van Bahrain-Victorious naar XDS Astana. Zijn eerste zege voor de ploeg behaalde hij in de zesde etappe van de Ronde van Turkije. Poels demareerde in de stromende regen en kwam solo aan de meet. Hij nam daarmee ook de eerste plaats in het algemeen klassement over van Tibor Del Grosso. Voor Poels was het zijn vijfentwintigste zege als professional. Hij legde hiermee de basis voor winst in zowel het algemene als het berg-klassement van de Ronde van Turkije.

## Palmares

### Overwinningen
2008
Eindklassement Ronde van León
2010
4e etappe Ronde van de Ain
4e etappe Ronde van Groot-Brittannië
2011
3e etappe Ronde van de Ain
Jongerenklassement Ronde van de Middellandse Zee
15e etappe Ronde van Spanje 2011
2012
3e etappe Ronde van Luxemburg
Jongerenklassement Ronde van Luxemburg
Jongerenklassement Tirreno-Adriatico
2013
5e etappe Ronde van de Ain
2014
1e etappe Tirreno-Adriatico (ploegentijdrit)
4e etappe Ronde van het Baskenland
2015
3e etappe Tirreno-Adriatico
5e etappe Ronde van Groot-Brittannië
Ridderronde Maastricht
2016
1e en 4e etappe Ronde van Valencia
Eindklassement Ronde van Valencia
Luik-Bastenaken-Luik
5e etappe Ronde van Catalonië
6e etappe Ronde van Groot-Brittannië
2017
7e etappe Ronde van Polen
2018
2e etappe Ruta del Sol
Puntenklassement Ruta del Sol
4e etappe Parijs-Nice (individuele tijdrit)
6e etappe Ronde van Groot-Brittannië
2019
7e etappe Critérium du Dauphiné
2022
4e etappe Ruta del Sol
Eindklassement Ruta del Sol
2023
15e etappe Ronde van Frankrijk
20e etappe Ronde van Spanje
2024
5e etappe Ronde van Hongarije
2025
4e etappe Ronde van Turkije
Eind- en bergklassement Ronde van Turkije

### Resultaten in voornaamste wedstrijden
| Jaar | Ronde van Italië | Ronde van Frankrijk | Ronde van Spanje |
| ---- | ---------------- | ------------------- | ---------------- |
| 2009 |                  |                     |                  |
| 2010 |                  |                     |                  |
| 2011 |                  | opgave              | 17e (1)          |
| 2012 |                  | opgave              |                  |
| 2013 |                  | 28e                 | opgave           |
| 2014 | 21e              |                     | 38e              |
| 2015 |                  | 44e                 |                  |
| 2016 |                  | 28e                 |                  |
| 2017 |                  |                     | 6e               |
| 2018 | 12e              | 58e                 |                  |
| 2019 |                  | 26e                 | 34e              |
| 2020 |                  | 110e                | 6e               |
| 2021 |                  | 16e                 | 23e              |
| 2022 | 34e              |                     | opgave           |
| 2023 |                  | 27e (1)             | 15e (1)          |
| 2024 |                  | 43e                 |                  |
| 2025 | 50e              |                     |                  |

| Jaar | Amstel Gold Race | Luik-Bast.‑Luik | Ronde van Lombardije | Waalse Pijl | Brabantse Pijl | Clásica San Sebastián |  | WK op de weg |  | Wereldranglijsten |
| ---- | ---------------- | --------------- | -------------------- | ----------- | -------------- | --------------------- |  | ------------ |  | ----------------- |
| 2009 |                  |                 | 120e                 | 145e        |                |                       |  |              |  |                   |
| 2010 | 107e             |                 |                      |             | 29e            |                       |  | 42e          |  |                   |
| 2011 | 82e              | opgave          | opgave               | 33e         | 44e            |                       |  | 88e          |  | 51e (UWT)         |
| 2012 | opgave           | 76e             |                      | 15e         |                |                       |  |              |  | 114e (UWT)        |
| 2013 |                  |                 |                      | 113e        | 48e            | 15e                   |  |              |  | 140e (UWT)        |
| 2014 | 118e             | 80e             | opgave               | 12e         | 15e            |                       |  | 57e          |  | 138e (UWT)        |
| 2015 | opgave           |                 | 12e                  | opgave      |                |                       |  |              |  | 84e (UWT)         |
| 2016 | 41e              | ↑               | opgave               | 4e          |                |                       |  |              |  | 28e (UWT)         |
| 2017 |                  |                 | 38e                  |             |                |                       |  | opgave       |  | 46e (UWT)         |
| 2018 | opgave           | 117e            |                      | 64e         |                |                       |  | opgave       |  | 148e (UWT)        |
| 2019 | 108e             | 10e             |                      | 22e         |                | opgave                |  |              |  | 48e (UWR)         |
| 2020 |                  | 87e             |                      | 16e         | 65e            |                       |  |              |  | 91e (UWR)         |
| 2021 | 58e              | 109e            |                      | 22e         |                |                       |  |              |  |                   |
| 2022 |                  | 39e             | opgave               | 25e         |                | opgave                |  | 81e          |  |                   |
| 2023 | 22e              | 42e             |                      | 47e         | 30e            |                       |  |              |  |                   |
| 2024 |                  | 30e             | 105e                 |             |                |                       |  |              |  |                   |
| 2025 |                  |                 |                      |             |                |                       |  |              |  |                   |

### Resultaten in kleinere rondes
| Jaar | Tour Down Under | Ronde van de Verenigde Arabische Emiraten | Parijs-Nice | Tirreno-Adriatico | Ronde van Catalonië | Ronde van het Baskenland | Ronde van Romandië | Critérium du Dauphiné | Ronde van Zwitserland | Ronde van Polen | Ronde van Peking/ Ronde van Guangxi |
| ---- | --------------- | ----------------------------------------- | ----------- | ----------------- | ------------------- | ------------------------ | ------------------ | --------------------- | --------------------- | --------------- | ----------------------------------- |
| 2010 |                 |                                           |             |                   |                     |                          |                    |                       | 37e                   |                 |                                     |
| 2011 |                 |                                           | 18e         |                   | 40e                 |                          |                    | 25e                   | 4e                    |                 |                                     |
| 2012 |                 |                                           | 8e          |                   | 17e                 |                          |                    | 15e                   |                       |                 |                                     |
| 2013 |                 |                                           | 10e         |                   | 9e                  | opgave                   | 57e                |                       |                       |                 |                                     |
| 2014 |                 | 47e                                       |             | 38e               |                     | 10e (1)                  |                    |                       |                       | 15e             |                                     |
| 2015 |                 | ↑                                         |             | 7e (1)            | 24e                 |                          |                    | 39e                   |                       |                 |                                     |
| 2016 |                 |                                           |             | 14e               | 34e (1)             |                          |                    | 25e                   |                       |                 |                                     |
| 2017 |                 |                                           |             |                   |                     |                          |                    |                       |                       | ↑ (1)           | 7e                                  |
| 2018 |                 |                                           | opgave (1)  |                   |                     |                          |                    |                       |                       |                 |                                     |
| 2019 | ↑               |                                           |             | 7e                |                     |                          |                    | 4e (1)                |                       |                 |                                     |
| 2020 |                 |                                           |             |                   |                     |                          |                    |                       |                       | 35e             |                                     |
| 2021 |                 | 19e                                       |             |                   | 79e                 |                          |                    |                       | 31e                   |                 |                                     |
| 2022 |                 |                                           | 15e         |                   | opgave              |                          |                    |                       |                       |                 |                                     |
| 2023 |                 | 6e                                        | 27e         |                   | 29e                 |                          |                    |                       |                       |                 |                                     |
| 2024 |                 |                                           |             | 11e               |                     |                          |                    |                       | 16e                   |                 |                                     |
| 2025 |                 |                                           |             | opgave            |                     | 18e                      |                    |                       |                       |                 |                                     |

## Ploegen
- 2006 –  Fondas P3Transfer Team
- 2007 –  P3 Transfer-Fondas Team
- 2008 –  P3 Transfer-Batavus
- 2009 –  Vacansoleil Pro Cycling Team
- 2010 –  Vacansoleil Pro Cycling Team
- 2011 –  Vacansoleil-DCM Pro Cycling Team
- 2012 –  Vacansoleil-DCM Pro Cycling Team
- 2013 –  Vacansoleil-DCM Pro Cycling Team
- 2014 –  Omega Pharma-Quick-Step
- 2015 –  Team Sky
- 2016 –  Team Sky
- 2017 –  Team Sky
- 2018 –  Team Sky
- 2019 –  Team INEOS[8]
- 2020 –  Bahrain McLaren
- 2021 –  Bahrain-Victorious
- 2022 –  Bahrain-Victorious
- 2023 –  Bahrain Victorious
- 2024 –  Bahrain Victorious
- 2025 –  XDS Astana Team

Wielerploegen van Wout Poels
van Agtmaal ·
Alloo ·
De Meyer ·
van Groezen ·
Hagenaars ·
Hassink (tot 30/06) ·
Honig ·
Lenferink (tot 30/06) ·
Mandemakers · 
Möhlmann · 
Mol ·
N. Poels ·
W. Poels ·
Soepenberg ·
Stroetinga ·
van der Wal ·
Verstraten
van Agtmaal ·
Alloo ·
Hagenaars ·
Honig ·
van Horik (tot 31/07) ·
de Jong ·
van der Kooi ·
Mandemakers · 
Mol ·
van Oosterhout · 
N. Poels ·
W. Poels ·
Soepenberg ·
Vangheel ·
van der Wal · 
Reile (stagiair) 
Botman ·
van Groen ·
van Hage ·
Hagenaars ·
Honig ·
de Jong ·
Jun ·
Ljungblad ·
Mol ·
Oegema · 
van der Pluijm ·
Poels ·
Soepenberg ·
Traksel · 
Vangheel ·
Vierhouten
van Amerongen ·
Božič ·
Carrara · 
Cooke · 
De Vocht · 
Gołaś (vanaf 01/08) · 
van Groen ·
Honig ·
Hoogerland ·
Lagoetin ·
Leukemans ·
Lhotellerie (tot 01/07) · 
Löwik ·
Marcato ·
Mol ·
Mortensen · 
Mouris ·
Poels ·
Pronk ·
Traksel · 
Veuchelen · 
Vierhouten ·
Westra ·
Berkhout (stagiair) ·
van Leijen (stagiair) · 
Ruijgh (stagiair) 
Božič ·
Carrara · 
B. Feillu · 
R. Feillu · 
Gardeyn ·
Gołaś · 
van Groen ·
Hoogerland ·
Lagoetin ·
van Leijen · 
Leukemans ·
Marcato ·
Mol ·
Mortensen · 
Mouris ·
Ongarato · 
Poels ·
Pronk (tot 25/04) ·
Riccò (vanaf 01/09) ·
Rossetto ·
Ruijgh ·
Traksel · 
Veuchelen · 
Westra ·
Ligthart (stagiair) ·
Stevens (stagiair) 
Anzà ·
Belkov ·
Božič ·
Carrara · 
De Gendt · 
Devolder · 
Feillu · 
Gardeyn ·
Gołaś · 
Hoogerland ·
Keizer ·
Lagoetin ·
van Leijen · 
Leukemans ·
Ligthart ·
Marcato ·
Mol ·
Mosquera · 
Mouris ·
Ongarato · 
Pavarin ·
Pidhorny ·
Poels ·
Riccò (tot 25/04) ·
Ruijgh ·
Selvaggi · 
Veuchelen · 
Westra ·
Lindeman (stagiair) ·
Markus (stagiair) · 
Wauters (stagiair) 
Boeckmans ·
Carrara · 
De Gendt · 
Denifl ·
Devolder · 
Feillu · 
Hoogerland ·
van Hummel ·
Keizer ·
Lagoetin ·
Larsson · 
Leukemans ·
Ligthart ·
Lindeman ·
Marcato ·
Marczyński ·
Markus ·
Mol · 
Morajko · 
Mortensen ·
Novikov ·
Pavarin ·
Poels ·
Ruijgh ·
Selvaggi · 
Valls · 
Van Impe ·
Veuchelen · 
Westra ·
Hamelink (stagiair) ·
Kreder (stagiair) · 
Lammertink (stagiair) · 
Wauters (stagiair)
Boeckmans ·
Bole ·
De Gendt ·  
Feillu · 
Flecha · 
Hoogerland ·
van Hummel ·
Keizer ·
Kreder ·
Lagoetin ·
Lammertink · 
Leukemans ·
Ligthart ·
Lindeman ·
Marcato ·
Marczyński ·
Markus ·
Mol · 
Novikov ·
Poels ·
B. van Poppel · 
D. van Poppel · 
Ruijgh ·
Rujano (tot 30/06) ·
Selvaggi · 
Valls · 
Veuchelen · 
Wauters ·
Westra
Alaphilippe · Bakelants · Boonen · Brambilla · Cavendish · De Gendt · De Weert · Fenn · Gołaś · Keisse · Kwiatkowski  · Maes · Martin   · Meersman · Pauwels · Petacchi · Poels · Renshaw · Serry · Steegmans · Štybar · Terpstra · Trentin · Urán · Vakoč · Vandenbergh · Van Keirsbulck · M. Velits · Vermote · Verona
Boswell · Deignan · Earle · Eisel · Fenn · Froome · Seb.Henao · Ser.Henao · Kennaugh · Kiryjenka   · Knees · König · López · Nieve · Nordhaug · Pate · Poels · Porte · Puccio · Roche · Rowe · Siwtsow · Stannard · Sutton · Swift · Thomas · Viviani · Wiggins   (tot 12/04) · Zandio · Geoghegan Hart (stagiair) · Peters (stagiair)
Boswell · Deignan · Fenn · Froome · Gołaś · Seb.Henao · Ser.Henao · Intxausti · Kennaugh · Kiryjenka   · Knees · König · Kwiatkowski · Landa · López · Moscon · Nieve · Nordhaug · Peters · Poels · van Poppel · Puccio · Roche · Rowe · Stannard · Swift · Thomas · Viviani · Zandio · Doull (stagiair)
Boswell · Deignan · Dibben · Doull · Elissonde · Froome · Geoghegan Hart · Gołaś · Seb. Henao · Ser. Henao · Intxausti · Kennaugh · Kiryjenka · Knees · Kwiatkowski · Landa · López · Moscon · Nieve · Poels · van Poppel · Puccio · Rosa · Rowe · Stannard · Thomas · Viviani · Wiśniowski
van Baarle · Basso · Bernal · Castroviejo · de la Cruz · Deignan · Dibben · Doull · Elissonde · Froome · Geoghegan Hart · Gołaś · Halvorsen · Seb. Henao · Ser. Henao · Intxausti · Kiryjenka · Knees · Kwiatkowski · Lawless · López · Moscon · Poels · Puccio · Rosa · Rowe · Sivakov · Stannard · Thomas · Wiśniowski
van Baarle · Basso · Bernal · Castroviejo · de la Cruz · Doull · Dunbar · Elissonde · Froome · Ganna · Geoghegan Hart · Gołaś · Halvorsen · Seb. Henao · Kiryjenka · Knees · Kwiatkowski · Lawless · Moscon · Narváez · Poels · Puccio · Rosa · Rowe · Sivakov · Sosa · Stannard · Swift · Thomas
Arashiro · Battaglin · Bauhaus · Bilbao · Bole · Buitrago · Capecchi · Caruso · Cavendish · Colbrelli · Davies · Feng · García Cortina · Haller · Haussler · Inkelaar · Landa · Mohorič · Novak · Padoen · Pernsteiner · Pibernik · Poels · Sieberg · Teuns · Tratnik · Valls · Williams · Wright
Arashiro · Bauhaus · Bilbao · Buitrago · Capecchi · Caruso · Colbrelli  · Davies · Feng · Jack · Haller · Haussler · Inkelaar · Landa · Madan · Mäder · Milan· Mohorič · Novak · Padoen · Pernsteiner · Poels · Sieberg · Teuns · Tratnik · Valls · Williams · Wright
Arashiro · Bauhaus · Bilbao · Buitrago · Caruso · Colbrelli · Feng · Govekar (vanaf 1/6) · Gradek · Haig · Haussler · Landa · Maciejuk · Madan · Mäder · Milan· Mohorič · Novak · Osorio (tot 31/3) · Pernsteiner · Poels · Price-Pejtersen · Sánchez · Sütterlin · Teuns (tot 4/8) · Tratnik · Williams · Wright · Zambanini · Miholjević (stagiair)
Arashiro · Arndt · Bauhaus · Bilbao · Buitrago · Buratti (vanaf 12/4) · Caruso · Govekar · Gradek · Haig · Haussler (tot 7/4) · Kepplinger · Landa · Maciejuk · Madan · Mäder (overleden 16/7) · Miholjević · Milan· Mohorič · Pasqualon · Pernsteiner · Poels · Price-Pejtersen · Rajović · Scott · Sütterlin · Tiberi (vanaf 1/6) · Tu · Wright · Zambanini
Arashiro · Arndt · Bauhaus · Bilbao · Bruttomesso · Buitrago · Buratti · Caruso · Govekar · Gradek · Haig · Kepplinger · Madan · Miholjević · Mohorič · Pasqualon · Pickering · Poels · Price-Pejtersen · Rajović · Scott · Stannard (vanaf 19/8) · Sütterlin · Tiberi · Træen · Tu · Wiśniowski (vanaf 1/3) · Wright · Zambanini · Skerl (stagiair) · van der Meulen (stagiair) · Van Mechelen (stagiair)